# Зигаза (село)
Зигаза́ (баш. Егәҙе) — село в Белорецком районе Башкортостана России. Административный центр Зигазинского сельсовета.

## География
Расстояние до:
- районного центра (Белорецк): 100 км,
- ближайшей ж.-д. станции (Улу-Елга): 50 км,
- города Магнитогорска: 170 км.

## История
Населённый пункт возник в малонаселённой местности как рабочий посёлок Зигазинского чугуноплавильного завода, основанного Н. Д. Шамовым в 1888 году и действовавшего с перерывами до 1934 года. Завод производил чугун, отправлявшийся речным транспортом для продажи в Нижний Новгород и Рыбинск.
Завод простаивал в годы Гражданской войны, возобновив деятельность в качестве второго доменного цеха Белорецкого металлургического завода в 1926 году со строительством Белорецкой узкоколейной железной дороги. В 1934 году доменное производство было прекращено, с этого времени до 1950-х годов предприятие производило только древесный уголь для обеспечения Белорецкого металлургического завода.

## Население
| 2002 | 2009 | 2010 |
| ---- | ---- | ---- |
| 937  | ↘886 | ↘638 |

Согласно переписи 2002 года, преобладающие национальности: башкиры (59 %), русские (39 %).

## Религия
В селе есть православный Свято-Филаретовский храм.

## Известные уроженцы
- Наумкин, Василий Дмитриевич (1936 — 1993) — доменщик Магнитогорского металлургического комбината, дважды Герой Социалистического Труда (1976,1985).